# 緑の深淵の落とし子
緑の深淵の落とし子（みどりのしんえんのおとしご、Spawn of the Green Abyss）は、カール・ホール・トムスンの短編小説の題名であり、クトゥルフ神話TRPGにおいて、作中に登場する海底生物たちを指す呼称でもある。

## C・H・トムスン『緑の深淵の落とし子』
『ウィアード・テイルズ』1946年11月号に掲載された。作者は1946年から48年にかけて4編の作品を同誌上に発表しており、最初の作品にあたる。
悶着のある作品であり、東雅夫は『クトゥルー神話事典』にて「ラヴクラフト作品の模倣であるとして、ダーレスが『ウィアード・テイルズ』編集部に猛抗議をしたことで知られる、曰くつきの作品。なるほど<インスマス物語>の影響は随所に認められるものの、孤絶した洋館で繰りひろげられる深讐纏綿たる愛憎悲劇は、ラヴクラフトよりもポオのそれに近く、狂熱を湛えた雰囲気構成の巧みさにも非凡なものがあった。安易にアイテムを踏襲することなく、独自の神話世界を追求しようとした姿勢は再評価されてしかるべきだろう」と解説している。
作者の詳細もよくわからず、東はまた「いずれもパルプ・ホラー特有の煽情的恐怖描写に優れた佳品ぞろいのため、有名作家の変名ではないかとも取沙汰された」と解説している。

### あらすじ
妻を胎児もろとも殺した罪で死刑になる男の手記の形で物語は進む。
脳外科医である主人公は、休養のため訪れたニュージャージー州北東の半島に位置する辺鄙な村ケイルズマスで、謎の老人ラザラス・ヒースと美しい娘のカッサンドラと知己を得、カッサンドラと恋に落ちる。身体の弱っているラザラスは異常な様子でゾス・サイラと言う何者かの事を口にしたり海辺を徘徊したりしていた。そしてラザラスの顔には鱗のようなものがあった。ラザラスが死んだ時、彼の咽を調べると、そこには鰓があった。
主人公はカッサンドラと結婚するが、2人の身辺に怪異が起こり、ラザラスの手記が見つかる。貨物船マケドニア号の一等航海士だったラザラスは海底から隆起した島のために難破し唯一生き残ったものの、緑の深淵の女王ゾス・サイラと名乗る何者かの歌に引き寄せられて海中に入ってしまう。彼はいつの間にか咽に鰓を持ち、海底で生活出来る身体になっていた。ゾス・サイラの愛人となったラザラスはヨス・ザラと呼ばれる者の1人となり、女王の横で権勢をふるったが、彼と交わった女王がヒューマノイドの娘を産むと、娘を連れて陸へ逃亡した。陸へ逃れたラザラスはこの種族について調べ、彼等が黒魔術を実践したがために地上を追放されたセイレーネスであると知ったのだった。
カッサンドラは身篭っていたが、それは主人公の子ではなかった。嵐の夜、深淵から出現した男性セイレーネスの一個体であるヨス・カラが歌でカッサンドラを引き寄せ犯したのだった。彼等の狙いは地上への復権だった。そのため地上の者の血を持った同族の誕生を望んだのだった。ヨス・カラから深淵の王女と呼ばれたカッサンドラは主人公に殺してくれと訴え、上陸したヨス・カラが彼女を歌で狂わせ連れて行こうとした時、主人公はカッサンドラを射殺する。

### 収録
- 『クトゥルー13』青心社、大瀧啓裕訳「緑の深淵の落とし子」
- 『真ク・リトル・リトル神話大系10』国書刊行会、高木国寿訳「深淵の王者」
- 『新編真ク・リトル・リトル神話大系4』国書刊行会、高木国寿訳「深淵の王者」

## 種族

### 特徴
作中ではセイレーネスと呼ばれており、ギリシャ神話で語られているセイレーンの正体であり、神話同様に催眠力のある歌で人間を引き寄せる事が出来る。元は地上に居た種族だったが、黒魔術を実践した事によって地上を追放され、海底からいつの日にか再び地上で覇権を握ろうと考えている。
姿形は不定形な黒い塊。アメーバのように動きゼリー状の巻きひげじみたものを這わせて前進する。爬虫類のような網目状の外皮には小さな分泌孔があり、そこから膿のような青みがかった粘液を出す。この粘液は凄まじい腐敗臭を放っており、人間をたじろがせる程の悪臭を誇る。表面に裂けた傷にも見える口があり、口からは液体を垂らしており、またこの口から歌も聞こえる。口の上には長い触手があり、触手の先端には鱗に覆われた一つ目がついている。身体から伸びる触手が手の代わりをする。銃弾が命中すると苦痛を訴えるが、死ぬ訳ではない。

### 女王ゾス・サイラ(Zoth Syra)
作中で一登場人物に依り、「緑の深淵の帝国」と呼ばれる非ヒューマノイドたちの海底帝国の女王。邪悪な美しい女王とも言われる。
ギリシャ神話のセイレーネスの正体である生物たちの女王。催眠力のある歌で人間を引き寄せる。また、魔力を持ち歌で引き寄せた人間を海底での生活に適するように変えてしまう。ゾス・サイラの歌で引き寄せられた人間が海に飛び込んだ時には、咽に一対の鰓が出来ており海中で呼吸出来るよう変貌している。また、変貌した人間は鱗が生じ眼が大きくなる。
ウィアード・テイルズの1946年11月号に掲載された小説「緑の深淵の落とし子」に登場する。元はクトゥルフ神話として書かれたものではなかった。
別名は「緑の深淵の女王」。ゾス・サイラの率いるセイレーネスたちは、TRPGでは緑の深淵の落とし子と呼ばれている。

### 緑の深淵の帝国
海底に存在している都市で、人間の感覚には耐えられないような形状の建築物から成っている。